# Floridus Leeb
Floridus Leeb (8. května 1731 Mikulov – Klosterneuburg) byl probošt kláštera Klosterneuburg, v roce 1786 byl rektorem vídeňské univerzity. Je po něm pojmenována vídeňská čtvrť Floridsdorf.

## Život
Byl synem mikulovského poštmistra. Navštěvoval střední školu v Mikulově. v roce 1749 vstoupil do kláštera Klosterneuburg, v roce 1755 byl vysvěcen na kněze a v roce 1765 získal doktorát teologie. Stal se farářem ve farním kostele v Hietzingu, který v té době ještě nebyl součástí města Vídně.
Od roku 1766 byl Leeb v klášteře knihovníkem a učitelkem noviců a od roku 1768 ředitelem domácích studií.
V roce 1770 se Leeb stal klášterním děkanem a po smrti probošta Ambrose Lorenze 16. února 1782 proboštem kláštera Klosterneuburg.
Poté, co císař Josef II. vydal zákaz domácího studia, museli duchovní studovat na univerzitě, Leeb byl v roce 1786 zvolen rektorem vídeňské univerzity.
V roce 1786 poskytl 30 mladým mužům stavební pozemky a rychle vzkvétající osada byla na jeho počest pojmenována Floridsdorf.